# Сафонова, Зоя Фёдоровна
Зоя Фёдоровна Сафонова — советский хозяйственный деятель, Герой Социалистического Труда.

## Биография
Родилась в 1936 году в деревне Зальнево. Член КПСС.
Окончила школу фабрично-заводского обучения при Ярцевском хлопчатобумажном комбинате.
В 1952—1958 — ткачиха Ярцевского хлопчатобумажного комбината.
В 1958—1991 — ткачиха Красноярского шёлкового комбината имени 50-летия СССР Министерства текстильной промышленности РСФСР.
Указом Президиума Верховного Совета СССР от 31 декабря 1973 года присвоено звание Героя Социалистического Труда с вручением ордена Ленина и золотой медали «Серп и Молот».
Делегат XXV съезда КПСС.
Умерла в 2021 году в Красноярске.

## Награды и звания
- Герой Социалистического Труда (31.12.1973)
- Орден Ленина (31.12.1973)
- Орден Трудового Красного Знамени (30.04.1980)
- Орден Знак Почёта (05.04.1971)